# Departamento Cordillera
Cordillera ist ein Departamento in Paraguay, es ist einer von insgesamt 17 Verwaltungsbezirken. Die Hauptstadt ist Caacupé.

## Distrikte
- Altos
- Arroyos y Esteros
- Atyrá
- Caacupé
- Caraguatay
- Emboscada
- Eusebio Ayala
- Isla Pucú
- Itacurubí de la Cordillera
- Juan de Mena
- Loma Grande
- Mbocayaty del Yhaguy
- Nueva Colombia
- Piribebuy
- Primero de Marzo
- San Bernardino
- San José Obrero
- Santa Elena
- Tobatí
- Valenzuela